# Johannes Pflug

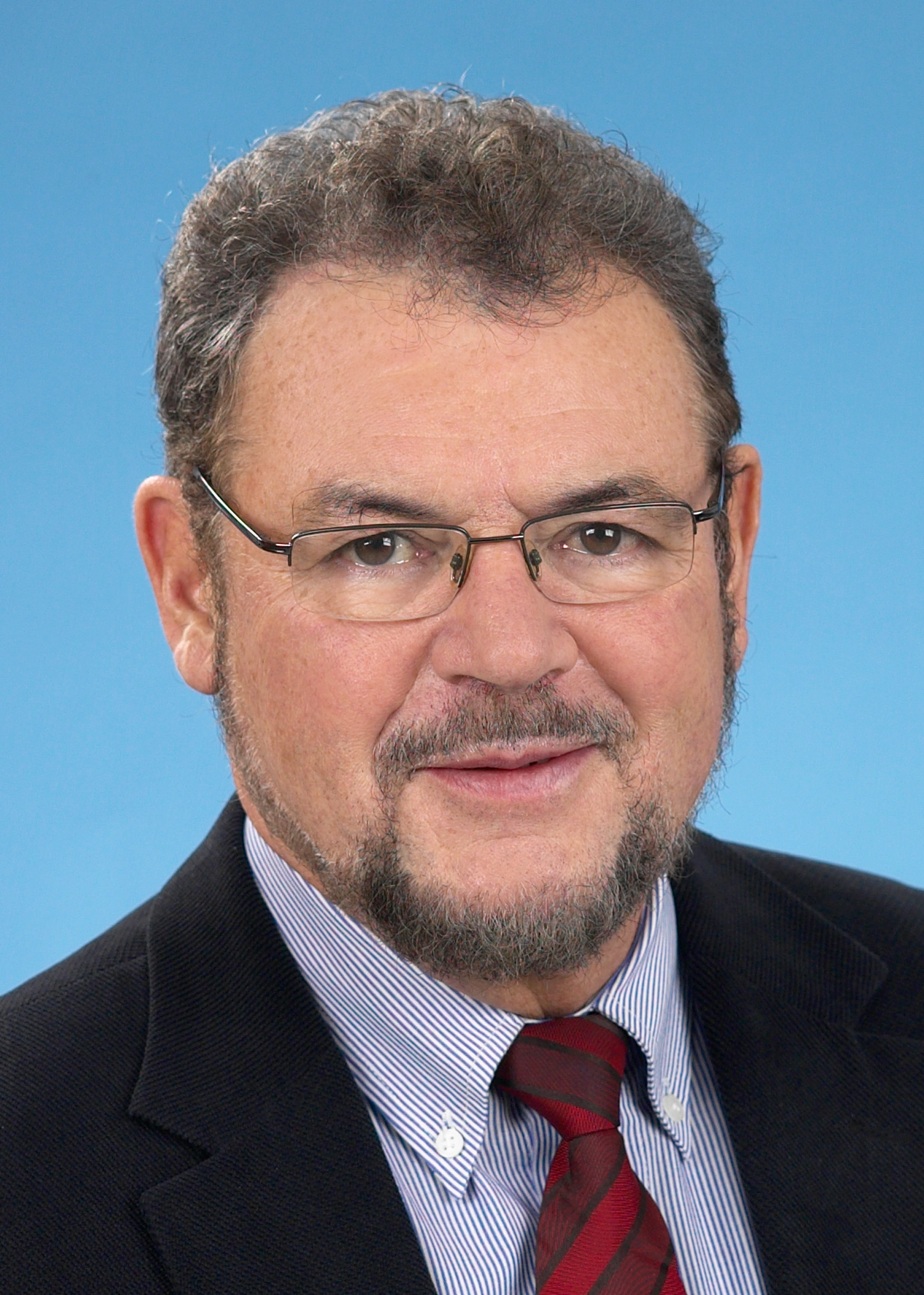
Johannes Pflug

Johannes Andreas „Hans“ Pflug (* 8. April 1946 in Duisburg) ist ein deutscher Politiker (SPD) und ehemaliges Mitglied des Bundestages.

## Leben und Beruf
Nach dem Erlangen der Mittleren Reife im Jahr 1963 entschied sich Pflug zunächst für eine Lehre und besuchte darauf die Staatliche Ingenieurschule für Bauwesen in Essen, die er 1969 als Diplom-Ingenieur (FH) für Vermessungstechnik abschloss.
Nach dem Eintritt in den gehobenen technischen Dienst der Stadt Duisburg im Jahr 1969, war Pflug von 1971 bis 1980 nebenamtlich als Realschullehrer angestellt. Anschließend studierte er an der Universität Dortmund Physik und Volkswirtschaftslehre, nachdem er zuvor die Allgemeine Hochschulreife erworben hatte. Seit 1984 war er als Abteilungsleiter und Handlungsbevollmächtigter bei den Stadtwerken Duisburg tätig.
Johannes Pflug ist evangelisch, verheiratet und hat zwei Kinder.
Seit 2015 ist Pflug ehrenamtlicher Chinabeauftragter der Stadt Duisburg und repräsentiert diese im Rahmen von offiziellen Kontakten zwischen der Volksrepublik China und der Stadt. Er vermittelt außerdem Kontakte zu Vertretern aus Wirtschaft und Politik in Deutschland und China.

## Politischer Werdegang
Seit 1965 ist er Mitglied der SPD und war von 1990 bis zum 3. März 2006 Vorsitzender des SPD-Unterbezirks Duisburg. In den Jahren 1992 bis 1998 war er daneben auch stellvertretender Vorsitzender des SPD-Bezirks Niederrhein. Von 1975 bis 1979 gehörte Pflug dem Stadtrat seiner Heimatstadt Duisburg an. Von 1980 bis 1998 war Pflug Mitgliedes des Landtags von Nordrhein-Westfalen.

## Abgeordneter
Johannes Pflug war von 1998 bis 2013 Mitglied des Deutschen Bundestages und dort im Auswärtigen Ausschuss tätig. Seine inhaltlichen Schwerpunkte lagen in der Region Süd- und Ostasien. Pflug war stellvertretender Sprecher für Außenpolitik der SPD-Bundestagsfraktion sowie Vorsitzender der SPD Task Force Afghanistan/Pakistan. Er belegte seit dem Jahr 2005 das Amt des Vorsitzenden der Deutsch-Chinesischen Parlamentariergruppe.
Zuvor war Pflug schon stellvertretender Vorsitzender der Deutsch-Koreanischen Parlamentariergruppe (seit 1998). Außerdem war er Delegationsleiter der Deutschen Mitglieder der Parlamentarischen Versammlung der WEU und stellvertretendes Mitglied der Parlamentarischen Versammlung der NATO. 1996 wurde Pflug in den Bundesparteirat der SPD gewählt.
Pflug zog stets als direkt gewählter Abgeordneter des Wahlkreises Duisburg II in den Bundestag ein. Bei der Bundestagswahl 1998 zog er mit 66,4 % der Erststimmen und damit dem besten Ergebnis aller Kandidaten bundesweit in den Bundestag ein. Bei der Bundestagswahl 2005 erreichte er 61,6 % der Erststimmen und damit das bundesweit beste Ergebnis aller SPD-Direktkandidaten.
Im Jahr 2009 erreichte Pflug 47,4 % der Erststimmen im Duisburger Wahlkreis 117 und 40,7 % der Zweitstimmen. Seit 2013 ist Mahmut Özdemir sein Nachfolger im Deutschen Bundestag.

## Mitgliedschaften
Johannes Pflug ist Mitglied vieler Organisationen, Vereine und Gremien:
- Rotary Club Alte Abtei in Duisburg-Hamborn
- Seeheimer[7]
- Atlantik-Brücke
- Arbeiterwohlfahrt
- Natur- und Umweltschutzbund (NABU)
- Kulturstiftung Nordrhein-Westfalen
- Duisburger Universitätsgesellschaft[2]

### Mitgliedschaften im Bundestag
- Parlamentarische Versammlung des Europarates
- Fraktionsgruppe Außenpolitik (stellvertretender Sprecher)
- Europa-Union Parlamentariergruppe Deutscher Bundestag
- Mitglied in folgenden Parlamentariergruppen:
  - Deutsch-Indische Parlamentariergruppe
  - Deutsch-Australisch-Neuseeländische Parlamentariergruppe
  - Deutsch-Südasiatische Parlamentariergruppe
  - Deutsch-Koreanischen Parlamentariergruppe (stellvertretender Vorsitzender)
  - Deutsch-Chinesischen Parlamentariergruppe (Vorsitzender)
- Fraktions-Unterausschuss Abrüstung, Rüstungskontrolle und Nichtverbreitung
- Kommission Internationale Politik des Parteivorstandes

## Ehrungen und Auszeichnungen
Am 17. Dezember 2014 wurde Pflug in Berlin das Bundesverdienstkreuz am Bande von Bundespräsident Joachim Gauck verliehen und durch Bundestagspräsident Norbert Lammert überreicht. Des Weiteren ist er Ehrenbürger der Universität Duisburg-Essen.